# Alima (geslacht)
Alima is een geslacht van kreeftachtigen uit de klasse Malacostraca (hogere kreeftachtigen).

## Soorten
- Alima hieroglyphica (Kemp, 1911)
- Alima hildebrandi (Schmitt, 1940)
- Alima maxima Ahyong, 2002
- Alima neptuni (Linnaeus, 1768)
- Alima orientalis Manning, 1978
- Alima pacifica Ahyong, 2001